# Вольный город
Во́льный го́род (свобо́дный го́род, (нем. Freie Stadt, Freistadt)) в немецком праве — обозначение города, являвшегося самостоятельным территориально-политическим образованием, независимым от государственных образований, территориями которых он был окружён.
К вольным относили города с отдельным статусом, входившие в состав Священной Римской империи. Термин не используют для современных городов-государств. В международном праве «Во́льные города́», как правило, создаются для временного «замораживания» территориальных споров между государствами, и являются самостоятельными (самоуправляемыми) территориально-политическими нейтрализованными и демилитаризованными образованиями, правовой статус которых устанавливается международными договорами и гарантируется государствами или международными организациями.

## История
В Средневековье вольным городом в Священной Римской Империи обозначали города, добившиеся самоуправления и привилегий от духовного и светского сюзерена, включая известную самостоятельность в межгосударственных делах, и освобождённые от власти епископов и архиепископов. Такие города получали права самоуправления, самостоятельного сбора налогов, военной обороны и судебной власти на своей территории. Свободными городами были, например, Кёльн (до 1794 года), Зост, Майнц (до 1462 года), Аугсбург, Вормс, Шпайер, Штрассбург и Базель. Некоторые исследователи истории причисляют к подобным образованиям и Великий Новгород с XII столетия.
Часть вольных городов между XIV и XVI веками перешли Швейцарскому союзу, другие в XVIII веке — Франции. В 1805—1806 годах Аугсбург и Нюрнберг были аннексированы королевством Бавария. В результате медиатизации 1803—1806 годов все вольные города, кроме Любека, Гамбурга, Бремена и Франкфурта были упразднены и поглощены более крупными государственными образованиями. В 1866 году после австро-прусско-итальянской войны Франкфурт, занявший сторону Австрии, был аннексирован Пруссией, лишён независимости и вошёл в состав прусской провинции Гессен-Нассау.
В 1867 году Гамбург, Бремен, Любек вошли в Северо-германский союз. В 1871 году была образована Германская империя, в которую Любек, Гамбург и Бремен вошли в качестве государств-членов. В 1918 году Любек, Гамбург и Бремен вошли в Германскую республику.
На 1929 год Гамбург, Бремен и Любек числились «вольными ганзейскими городами» и, наряду с прочими государствами Германии, являлись самостоятельными республиками в пределах Германского союза.
С приходом нацистов федерализм де-факто был отменён (гляйхшальтунг) и местные земельные и провинциальные парламенты были ликвидированы. Германию практически превратили в унитарное государство, разделённое на партийные единицы — гау, хотя формально государства, входившие в империю, ликвидированы не были. В 1937 году Любек был включён в состав прусской провинции Шлезвиг-Гольштейн и потерял статус вольного города. Бременом и Гамбургом фактически также управляли из более крупных гау, хотя официально не были ликвидированы как самостоятельные города-государства. Берлин официально никогда не являлся свободным городом, хотя уже в 1821 году де-факто был выделен из провинции Бранденбург, получив право на самоуправление.
После Второй мировой войны при образовании ФРГ Бремен и Гамбург официально стали самостоятельными землями. Однако Любеку не удалось вернуть былой статус и попытка создать землю Любек не увенчалась успехом. Берлин после Второй мировой войны имел особый 4-сторонний оккупационный статус, а 1958 году Хрущёвым было предложено создание «свободного города Западный Берлин», что получило отпор со стороны западных держав, после этого Западный Берлин получил особый статус, а Восточный стал столицей ГДР. В 1971 году статус вольного города вновь предлагался для урегулирования проблемы Западного Берлина. После 1990 года объединённый Берлин получил статус самостоятельного государства (земли) в составе Федеративной Германии.

## Другие примеры
«Вольными городами» также называли или называют некоторые территориальные образования, не имеющие отношения к историческим вольным городам Священной Римской империи:
- Вольный город Данциг (1807—1814)
- Вольный город Краков (1815—1846), под покровительством Пруссии, Австрии и России; статус был предоставлен по решению Венского конгресса от 1814—1815 годов;
- Вольный город Данциг (1920—1939), статус был предоставлен по Версальскому мирному договору от 1919 года;
- Свободный город Фиуме (1920—1924)
- Свободный город Христиания (с 1971)
- Николай I планировал сделать вольным городом Константинополь (в случае победы в Крымской войне). Позднее к этой идее вернулись в начале Первой мировой войны, но достигнута эта цель не была[3].
- После Второй Мировой войны планировали сделать Иерусалим вольным городом, не входившим ни в состав Израиля, ни в состав планируемого палестинского государства. Однако провозглашение независимости Израиля и начавшаяся война помешали этим планам. В другом источнике указано, что на основании резолюции 181/11 Генеральной Ассамблеи ООН от 1947 года, статус вольного города был определён Иерусалиму, но резолюция так и не вступила в силу.